# The Sun Also Rises (album)
The Sun Also Rises is het debuutalbum van de Nederlandse rockband Knight Area, uitgebracht in 2004 door The Laser's Edge.

## Track listing
1. "Beyond..." – 0:27
2. "The Gate of Eternity" – 7:21
3. "Conspiracy" – 5:38
4. "Forever Now" – 4:21
5. "The Sun Also Rises" – 5:51
6. "Conviction" – 5:44
7. "Mortal Brow" – 6:21
8. "Moods Inspiring Clouds" – 5:14
9. "A New Day At Last (For Ferry)" – 5:12
10. "Saevis Tranquillis In Undis" – 3:41